# 제롬 로탕
제롬 로탕(Jérôme Rothen,1978년 3월 31일~)은 프랑스의 전 축구 선수이다. 2003년 FIFA 컨페더레이션스컵과 UEFA 유로 2004에서 프랑스 국가대표로 뛴 경험도 있다.